# نيكولاي يودنيتش
نيكولاي نيكولافيتش يودنيتش (بالروسية: Николай Николаевич Юденич) ‏(18 يوليو 1862 - 5 أكتوبر 1933) قائد عسكري روسي تولى قيادة الجيش الروسي القوقازي خلال الحرب العالمية الأولى على الجبهة القوقازية ٬ كما كان أحد قادة الحركة البيضاء المناهضة للشيوعيين خلال الحرب الأهلية الروسية (1918-1920).

## روابط خارجية
- نيكولاي يودنيتش على موقع IMDb (الإنجليزية)
- نيكولاي يودنيتش على موقع الموسوعة البريطانية (الإنجليزية)